# 日本プロバスケットボールリーグ

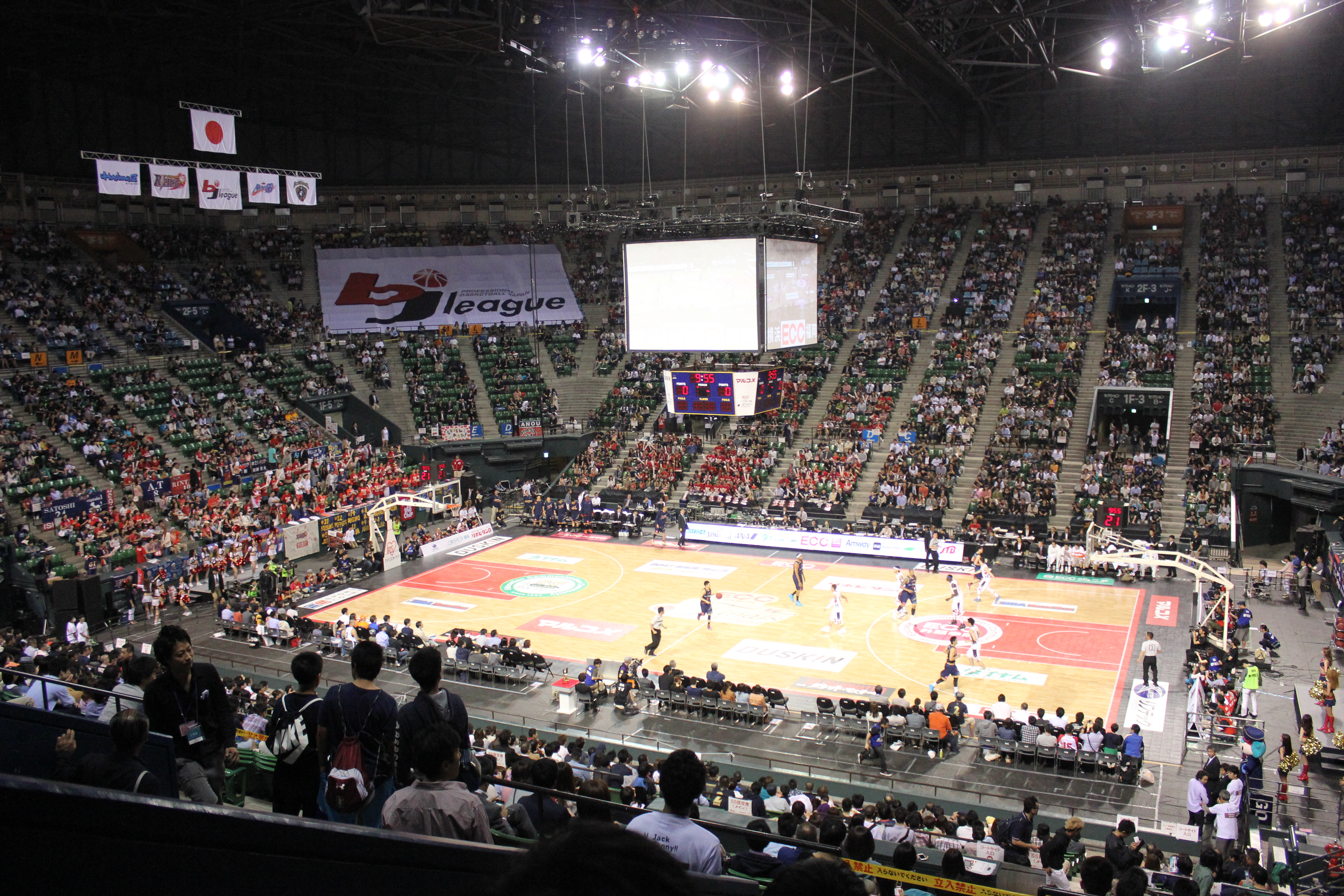
2012 - 2013 Bjリーグファイナル。 ライジング福岡対横浜ビー・コルセアーズ 2013年5月19日、有明コロシアム

日本プロバスケットボールリーグ（にっぽんプロバスケットボールリーグ）は、かつて存在した日本のプロバスケットボールリーグ。2005年から2016年までの「株式会社日本プロバスケットボールリーグ（現：株式会社バスケットボールジャパン）」が主催していた。通称はbjリーグ。

## 概要
日本国内初のプロバスケットボールリーグであり、日本のバスケットボールを活性化することにより、プロフェッショナルかつエンターテイメントあふれるプレーを魅せるとともに、地域社会におけるスポーツ文化の向上と国際化に貢献することを目的としていた。
2014-15シーズンおよび2015-16シーズンの2シーズンはターキッシュエアラインズとネーミングライツパートナー契約を締結しており、リーグ名は「ターキッシュ エアラインズ bjリーグ」、通称は「TK bjリーグ」となっていた。
2016年、NBLと共に、新たに発足する「B.LEAGUE」に統合された。

## クラブ一覧
- ここでのホームアリーナは、各チームで最も多く試合が開催されるアリーナとしている。
  - 埼玉ブロンコスは埼玉県全域をホームとしているが、さいたま市のさいたまスーパーアリーナを将来のホームアリーナとすることを目標としているため、所沢市の他に同市をホームタウンと称することがある。
  - 浜松・東三河フェニックスは浜松市内の他、愛知県東三河の豊川市、豊橋市でもホームゲームを開催している。
- チーム名称は「自治体名+愛称」を基本としているが、2007-08シーズン新規参入チームから緩和され、「愛称+自治体名」の順や自治体名以外も使用可となった。ただし公式の略称はチーム名に用いられている自治体名1つを使用することを基本としている。そのため、琉球ゴールデンキングスは琉球が自治体名ではないため県名の「沖縄」、ダブルフランチャイズの浜松・東三河フェニックスは筆頭の「浜松」、信州ブレイブウォリアーズの「信州」は令制国名「信濃国」の別称であるため「長野」が公式略称となる。

| 地区 | チーム名                                                 | 略称 | ホームタウン （ホームアリーナ）                 | 加盟 年度 |
| ---- | -------------------------------------------------------- | ---- | ----------------------------------------------- | --------- |
| 東   | 青森ワッツ Aomori Wat's                                  | 青森 | 青森県青森市                                    | 2013-14   |
| 東   | 岩手ビッグブルズ Iwate Bigbulls                          | 岩手 | 岩手県盛岡市 （岩手県営体育館）                 | 2011-12   |
| 東   | 秋田ノーザンハピネッツ Akita Northern Happinets          | 秋田 | 秋田県秋田市 （秋田県立体育館）                 | 2010-11   |
| 東   | 仙台89ERS Sendai 89ERS                                   | 仙台 | 宮城県仙台市 （ゼビオアリーナ仙台）             | 2005-06   |
| 東   | 福島ファイヤーボンズ Fukushima Firebonds                 | 福島 | 福島県郡山市 （郡山総合体育館）                 | 2014-15   |
| 東   | 群馬クレインサンダーズ Gunma Crane Thunders              | 群馬 | 群馬県前橋市 （グリーンドーム前橋）             | 2012-13   |
| 東   | 埼玉ブロンコス Saitama Broncos                           | 埼玉 | 埼玉県所沢市 （所沢市民体育館）                 | 2005-06   |
| 東   | 東京サンレーヴス Tokyo Cinq Rêves                        | 東京 | 東京都調布市 （大田区総合体育館）               | 2012-13   |
| 東   | 横浜ビー・コルセアーズ Yokohama B-Corsairs               | 横浜 | 神奈川県横浜市 （横浜国際プール）               | 2011-12   |
| 東   | 新潟アルビレックスBB Niigata Albirex BB                  | 新潟 | 新潟県新潟市 （新潟市東総合スポーツセンター）   | 2005-06   |
| 東   | 富山グラウジーズ Toyama Grouses                          | 富山 | 富山県富山市 （富山県総合体育センター）         | 2006-07   |
| 東   | 信州ブレイブウォリアーズ Shinshu Brave Warriors          | 長野 | 長野県千曲市 （千曲市戸倉体育館）               | 2011-12   |
| 西   | 金沢武士団 Kanazawa Samuraiz                             | 金沢 | 石川県金沢市 （金沢市総合体育館）               | 2015-16   |
| 西   | 浜松・東三河フェニックス Hamamatsu/Higashimikawa_Phoenix | 浜松 | 静岡県浜松市 （浜松アリーナ）                   | 2008-09   |
| 西   | 滋賀レイクスターズ Shiga Lakestars                       | 滋賀 | 滋賀県大津市 （滋賀県立体育館）                 | 2008-09   |
| 西   | 京都ハンナリーズ Kyoto Hannaryz                          | 京都 | 京都府京都市 （ハンナリーズアリーナ）           | 2009-10   |
| 西   | 大阪エヴェッサ Osaka Evessa                              | 大阪 | 大阪府大阪市 （住吉スポーツセンター）           | 2005-06   |
| 西   | バンビシャス奈良 Bambitious Nara                         | 奈良 | 奈良県橿原市 （橿原公苑第一体育館）             | 2013-14   |
| 西   | 島根スサノオマジック Shimane Susanoo Magic               | 島根 | 島根県松江市 （松江市総合体育館）               | 2010-11   |
| 西   | 広島ライトニング Hiroshima Lightning                     | 広島 | 広島県広島市 （広島市安佐南区スポーツセンター） | 2015-16   |
| 西   | 高松ファイブアローズ Takamatsu Fivearrows                | 高松 | 香川県高松市 （高松市総合体育館）               | 2006-07   |
| 西   | 大分・愛媛ヒートデビルズ Oita/Ehime Heatdevils           | 愛媛 | 愛媛県松山市 （ビーコンプラザ）                 | 2005-06   |
| 西   | ライジング福岡 Rizing Fukuoka                            | 福岡 | 福岡県福岡市 （アクシオン福岡）                 | 2007-08   |
| 西   | 琉球ゴールデンキングス Ryukyu Golden Kings               | 沖縄 | 沖縄県宜野湾市 （沖縄コンベンションセンター）   | 2007-08   |

### 脱退したチーム
| 地域 | チーム名                                     | 略称 | ホームタウン                                | 参加 年度 |
| ---- | -------------------------------------------- | ---- | ------------------------------------------- | --------- |
| 関東 | 東京アパッチ Tokyo Apache                    | 東京 | 東京都渋谷区 （国立代々木競技場第二体育館） | 2005-06   |
| 関東 | 千葉ジェッツ Chiba Jets                      | 千葉 | 千葉県船橋市 （船橋アリーナ）               | 2011-12   |
| 九州 | 宮崎シャイニングサンズ Miyazaki Shining Suns | 宮崎 | 宮崎県宮崎市 （宮崎県体育館）               | 2010-11   |

### 参入予定だったチーム
| 地域 | チーム名                          | 略称 | ホームタウン                        | 予定 年度 |
| ---- | --------------------------------- | ---- | ----------------------------------- | --------- |
| 九州 | アストライズ長崎 Astrais Nagasaki | 長崎 | 長崎県大村市 （シーハットおおむら） | 2015-16   |

## 沿革

### 開幕前
- 2004年（平成16年）
  - 8月5日 - スーパーリーグ所属の新潟アルビレックス（現・新潟アルビレックスBB）と日本リーグ所属の（旧）さいたまブロンコスがバスケットボール日本リーグ機構と日本バスケットボール協会からの脱退を表明。
  - 8月12日 - 有限責任中間法人日本プロバスケットボールリーグ設立準備室を設立。
  - 11月24日 - 「bjリーグ」結成を発表。初年度参加チームは新潟・さいたまの他、仙台89ERS、東京アパッチ、大阪ディノニクス、大分ヒートデビルズと発表される。

### 2005年 - 2010年
- 2005年（平成17年）
  - 3月24日 - 日本プロバスケットボールリーグ設立準備室を株式会社日本プロバスケットボールリーグとして法人化。河内敏光コミッショナーが社長を兼任。
  - 4月4日 - さいたまがチーム名を「埼玉ブロンコス」に改める。
  - 4月13日 - 新潟と埼玉の日本リーグ機構脱退が正式に承認された。
  - 5月23日 - 大阪ディノニクスが会員資格をヒューマングループに譲渡。チーム名も「大阪エヴェッサ」とする。
  - 6月6日 - 第1回bjリーグドラフト会議開催。26名の選手が指名された。
  - 10月13日 - 富山と高松の2006-07シーズンからの新規参入を発表。
  - 11月5日 - bjリーグ最初のシーズンが開幕。
- 2006年（平成18年）
  - 1月27日 - アーリーチャレンジ選手制度施行。
  - 4月30日 - 大阪エヴェッサがbjリーグ初代王者となる。
  - 9月25日 - 韓国バスケットボールリーグ（KBL）王者との対抗戦「bj-KBL チャンピオンシップゲームズ」の第1回を開催。
  - 10月5日 - 沖縄の2007-08シーズンからの新規参入を発表。
  - 11月30日 - 福岡の2007-08シーズンからの新規参入を発表。
  - 12月5日 - サークルKサンクス 週間MVP・月間MVP（2010-11よりローソン 週間MVP・月間MVP）創設[注釈 1]。
- 2007年（平成19年）
  - 1月27日 - 第1回bjリーグオールスターゲームが宜野湾市立体育館で開催される。
  - 5月1日 - 事務所を現住所に移転。
  - 9月19日 - 河内敏光が社長を退任。コミッショナーに専念する。
  - 9月6日 - 浜松と滋賀の2008-09シーズンからの新規参入を発表。
  - 10月30日 - 東西カンファレンス制最初のシーズン開幕。
- 2008年（平成20年）
  - 1月30日 - 育成指定選手制度施行。
  - 4月22日 - 最初のフリーエージェント権取得選手25名を公示。FA権を行使したのは9名で、うち2名が移籍となった。
  - 9月4日 - 京都の2009-10シーズンからの新規参入を発表。
- 2009年（平成21年）
  - 5月27日 - 秋田の2010-11シーズンからの新規参入を発表。2チーム目の東北バスケチーム誕生となり、仙台との東北ダービーが実現決定。
  - 8月19日 - 島根と宮崎の2010-11シーズンからの新規参入を発表。
- 2010年（平成22年）
  - 4月21日 - 次世代リーグ発足へ向けて日本バスケットボール協会（JBA）・日本バスケットボールリーグ（JBL）との覚書調印。同時にJBAにリーグ公認申請。
  - 5月14日 - 高松の運営会社、スポーツプロジェクト高松が自己破産を申し立てたが、後日取り下げ。
  - 8月26日 - 岩手・千葉・神奈川・長野の2011-12シーズンからの新規参入を発表。4チームの参入は史上最多。
  - 11月16日 - 2010年アジア競技大会において、石崎巧（島根）がbjリーグ選手として初めて国際大会出場。

### 2011年 -
- 2011年（平成23年）
  - 3月11日 - 東北地方太平洋沖地震（東日本大震災）が発生。この影響で12日および13日の公式戦全試合が中止となる。その後、被災地の仙台、そして、東京電力管内の電力危機の影響を受けた埼玉および東京の計3チームが、シーズン途中で活動休止を決定。
  - 6月7日 - 東京の2011-12シーズン参加見送りを発表。
  - 7月28日 - 青森・群馬の2012-13シーズンからの新規参入を発表。
- 2012年（平成24年）
  - 1月13日 - 2011-12シーズンの参加を断念した東京アパッチに代わる東京都を本拠地とする新チーム・東京サンレーヴス（組織名：東京プロバスケットボールクラブ株式会社）が発足した。
  - 2月24日 - 2012-13シーズンから加入する予定だった青森チームが、スポンサー決定が遅れていることなどから同シーズンの参加を見送り、2013-14シーズン（予定）からの参加に延期すると発表した。これにより2012-13シーズンは当初の22チームから21チームに変更して開催することになった。
  - 6月8日 - 2012-13シーズンの要綱が発表され、これまで東地区所属だった浜松が西地区所属に変更されることとなった。
  - 7月2日 - 青森・奈良の2013-14シーズンからの新規参入を発表。
  - 12月4日 - 大分ヒートデビルズを運営する「株式会社大分ヒート」が経営難を理由にbjリーグからの退会を発表。これにより、大分の運営はリーグが新たに設立した一般社団法人「テンポラリーゲームオペレーション」が2012-13シーズン終了まで行うこととなった。
- 2013年（平成25年）
  - 5月1日 - 大分の運営が大分県バスケットボール協会の有志で結成された「株式会社バスケで」に移行。
  - 5月27日 - 福島の2014-15シーズンからの新規参入を発表。
  - 6月20日 - 宮崎がbjリーグからの脱退を発表。
  - 6月30日 - 千葉が新リーグNBLに転籍。
  - 7月26日 - bjチャレンジリーグ構想を発表。
- 2014年（平成26年）
  - 8月29日 - 金沢の2015-2016シーズンからの新規参入を発表。
  - 9月12日 - 長崎の2015-2016シーズンからの新規参入を発表。
  - 9月25日 - ターキッシュ エアラインズ（旧称：トルコ航空）が2年間の命名権を取得し、このシーズンから「ターキッシュ エアラインズ bjリーグ」の名称となる。
- 2015年（平成27年）
  - 3月19日 - 2015-16シーズンからの参入が決定していた長崎が、2016年以降の新リーグ移行に対応できないことから参入を断念[4]。入会契約の解除が取締役会より承認された[5]。
  - 4月1日 - 新リーグの運営法人「ジャパン・プロフェッショナル・バスケットボールリーグ（JPBL）」発足[6]。また長崎の解除を受ける形でbjCリーグ所属の広島が参入を表明、2015-16シーズンからの参入が承認される[7]。
  - 4月16日 - 大分を運営する「株式会社バスケで」が、経営難を理由に2014-15シーズンをもってbjリーグを退会することが決定[8][9]。運営権は「ケービーシー・トータル・サービス株式会社」に譲渡され[9]、2015-16シーズンは暫定的に大分・松山両都市を本拠地として活動されることとなった[10]。
  - 9月13日、大田区総合体育館にて「NBL×TKbjリーグ DREAM GAMES」を開催[11]。
- 2016年（平成28年）
  - 5月15日 - 2015-16シーズンプレーオフ決勝 琉球ゴールデンキングス 対 富山グラウジーズ戦をもってbjリーグとしての全日程を終了。11シーズンの歴史に幕を下ろした。
  - 運営の株式会社日本プロバスケットボールリーグは株式会社バスケットボールジャパンに社名変更した上で、普及活動を中心に存続している[12]。
  - また、発足から一貫してコミッショナーを務め上げた河内はBリーグテクニカルアドバイザーに就任した。

## bjリーグの開催内容

### レギュラーシーズン
開催内容および順位決定方法については年度別開催内容を参照。
| 年度      | 開催内容         |
| --------- | ---------------- |
| 2005-06年 | bjリーグ 2005-06 |
| 2006-07年 | bjリーグ 2006-07 |
| 2007-08年 | bjリーグ 2007-08 |
| 2008-09年 | bjリーグ 2008-09 |
| 2009-10年 | bjリーグ 2009-10 |
| 2010-11年 | bjリーグ 2010-11 |
| 2011-12年 | bjリーグ 2011-12 |
| 2012-13年 | bjリーグ 2012-13 |
| 2013-14年 | bjリーグ 2013-14 |
| 2014-15年 | bjリーグ 2014-15 |
| 2015-16年 | bjリーグ 2015-16 |

### プレイオフ
- 開催アリーナ：有明コロシアム

| シーズン  | 優勝チーム (回数)            | 準優勝チーム             |
| --------- | ---------------------------- | ------------------------ |
| 2005-06年 | 大阪エヴェッサ (1)           | 新潟アルビレックスBB     |
| 2006-07年 | 大阪エヴェッサ (2)           | 高松ファイブアローズ     |
| 2007-08年 | 大阪エヴェッサ (3)           | 東京アパッチ             |
| 2008-09年 | 琉球ゴールデンキングス (1)   | 東京アパッチ             |
| 2009-10年 | 浜松・東三河フェニックス (1) | 大阪エヴェッサ           |
| 2010-11年 | 浜松・東三河フェニックス (2) | 琉球ゴールデンキングス   |
| 2011-12年 | 琉球ゴールデンキングス (2)   | 浜松・東三河フェニックス |
| 2012-13年 | 横浜ビー・コルセアーズ (1)   | ライジング福岡           |
| 2013-14年 | 琉球ゴールデンキングス (3)   | 秋田ノーザンハピネッツ   |
| 2014-15年 | 浜松・東三河フェニックス (3) | 秋田ノーザンハピネッツ   |
| 2015-16年 | 琉球ゴールデンキングス (4)   | 富山グラウジーズ         |

- 2005-06シーズンから2006-07シーズンまではファーストラウンドで1位チームと4位チーム、2位チームと3位チームが対戦し、先に勝利したチームがファイナルに進出する。そして、ファイナルで勝利したチームが優勝チームとなる。
- 優勝チーム以外の順位については、プレイオフファイナル敗戦チームが2位に、3位決定戦勝利チームが3位に、3位決定戦敗戦チームが4位になる。プレイオフに進出できなかったチームはレギュラーシーズンの勝率等により順位を決定する。
- 2007-08シーズンは東西2カンファレンスでまず順位を決定し、この段階で1位のチームはカンファレンスファイナル（準決勝）進出が決定。2位と3位によりワイルドカードプレーオフという1回戦（これは2位のホームコートで開催）を行い、その勝者と1位チームによるカンファレンスファイナルを経て、翌日に地区優勝チーム同士によるファイナル（総合決勝戦）、地区準優勝チームによる3位決定戦を行う。
- 2008-09シーズンから2シーズンは各カンファレンスの上位4チームが1位と4位、2位と3位でそれぞれカンファレンスセミファイナル（2回戦。それぞれ1位・2位のホームコートで開催）を2試合[注釈 2]行った後、それを勝ち抜いた2チームずつ・4チームでのカンファレンスファイナルを行い、更に翌日に地区優勝チーム同士によるファイナル、地区準優勝チームによる3位決定戦を行って最終的な上位4チームの順位を決定する。
- 2010-11シーズンはプレーオフ進出チームは東地区が4チーム、西地区が6チームとなり、東地区は1位対4位、2位対3位のカンファレンスセミファイナルを行う。一方、西地区は3位対6位、4位対5位のプレーオフファーストステージを行う。そして、勝ち上がったチームの内レギュラーシーズン順位の低いチームが1位と、高いチームが2位と対戦するカンファレンスセミファイナルに進出する。
- 2011-12シーズンからプレーオフ進出チームは東西地区共に6チームとなり、2010-11シーズン西地区と同様の方式で開催される。

### オールスターゲーム
| 回 | 日程            | 会場                                                                             | 結果     | 結果      | 結果      | 結果     | 観客数   | 冠スポンサー              | 備考                         |
| 回 | 日程            | 会場                                                                             | WEST     | WEST      | スコア    | EAST     | 観客数   | 冠スポンサー              | 備考                         |
| -- | --------------- | -------------------------------------------------------------------------------- | -------- | --------- | --------- | -------- | -------- | ------------------------- | ---------------------------- |
| 1  | 2007年 1月27日  | 宜野湾市立体育館 （沖縄県宜野湾市）                                              | ホーム   | 097 - 126 | 097 - 126 | アウェイ | 3,223人  | ANA                       |                              |
| 2  | 2007年 12月29日 | 朱鷺メッセ （新潟県新潟市）                                                      | アウェイ | 094 - 121 | 094 - 121 | ホーム   | 4,529人  | BSフジ                    |                              |
| 3  | 2009年 1月25日  | ビーコンプラザ （大分県別府市）                                                  | ホーム   | 096 - 117 | 096 - 117 | アウェイ | 3,747人  | BSフジ                    | この年よりMIP創設            |
| 4  | 2010年 1月31日  | 宮城県総合運動公園総合体育館 （セキスイハイムスーパーアリーナ） （宮城県利府町） | アウェイ | 105 - 102 | 105 - 102 | ホーム   | 6,091人  | BSフジ                    |                              |
| 5  | 2011年 1月23日  | 大阪府立体育会館 （大阪府大阪市）                                                | ホーム   | 110 - 109 | 110 - 109 | アウェイ | 3,676人  | マルコメ                  |                              |
| 6  | 2012年 1月15日  | さいたまスーパーアリーナ （埼玉県さいたま市）                                    | アウェイ | 120 - 093 | 120 - 093 | ホーム   | 14,011人 | マルコメ                  | 首都圏では初開催             |
| 7  | 2013年 1月20日  | 有明コロシアム （東京都江東区）                                                  | アウェイ | 128 - 119 | 128 - 119 | ホーム   | 8,718人  | マルコメ                  | 2年連続で首都圏開催          |
| 8  | 2014年 1月26日  | 秋田市立体育館 （秋田県秋田市）                                                  | アウェイ | 91 - 98   | 91 - 98   | ホーム   | 4,572人  | マルコメ                  |                              |
| 9  | 2015年 2月1日   | 群馬県総合スポーツセンター （ALSOKぐんまアリーナ） （群馬県前橋市）              | アウェイ | 105 - 94  | 105 - 94  | ホーム   | 4,328人  | ターキッシュ エアラインズ |                              |
| 10 | 2016年 1月24日  | ゼビオアリーナ仙台 （宮城県仙台市）                                              | アウェイ | 108 - 115 | 108 - 115 | ホーム   | 4,041人  | ターキッシュ エアラインズ | 初となる同一都市の複数回開催 |

### リーグ記録

#### チーム記録

##### シーズン
- 最高勝率　.870　浜松・東三河フェニックス（2010-11）
- 最低勝率　.019　広島ライトニング（2015-16）
- 最多連勝　19連勝　岩手ビッグブルズ（2014-15）
- 最多連敗　46連敗　広島ライトニング（2015-16）
- 最多平均得点 92.7得点　高松ファイブアローズ（2007-08）
- 最少平均得点 64.6得点　広島ライトニング（2015-16）
- 最少平均失点 63.9失点　京都ハンナリーズ（2014-15）
- 最多平均失点 107.2失点　広島ライトニング（2015-16）

##### 1試合
- 最多得点　141得点　大分・愛媛ヒートデビルズ（2016年4月3日・広島戦）
- 最少得点　38得点　広島ライトニング（2016年3月19日・大阪戦）

#### 個人記録
（）内は達成当時の所属と達成日

##### シーズン
- 平均得点　27.3得点　マイケル・パーカー（2010-11）
- 3Pシュート成功率　50.4％　鈴木裕紀（大分、2007-08）
- フリースロー成功率　94.5％　青木康平（福岡、2015-16）
- リバウンド　15.60本　クリス・ホルム（仙台、2008-09）
- アシスト　7.87本　富樫勇樹（秋田、2013-14）
- スティール　2.87本　マイケル･パーカー（福岡、2009-10）
- ブロックショット　3.8本　ジェラル・デービス（島根、2011-12）

##### 1試合
- 得点 54得点
  - ルブライアン・ナッシュ（福島、2016年2月28日・長野戦）
- 3ポイントシュート成功　13本
  - エイドリアン・トーマス（浜松、2012年11月14日・宮崎戦）
- フリースロー成功本数　24本
  - ジョン・ハンフリー（埼玉、2011年12月10日・信州戦　成功率100パーセント、24本連続成功）
- フリースロー試投数　24本
  - ジョン・ハンフリー（埼玉、2011年12月10日・信州戦）
- リバウンド　31本
  - ジョシュ・デービス（島根、2016年3月6日・福岡戦）

- アシスト　17本
  - 鈴木達也（奈良、2015年1月24日・島根戦）
- スティール　10本
  - 澤岻直人（沖縄、2008年11月8日・高松戦）
  - 加納督大（福岡、2010年11月18日・島根戦）
- ブロックショット　11本
  - ジェラル・デービス（島根、2012年1月28日・埼玉戦、2013年10月20日京都戦）

### bj-KBL チャンピオンシップゲームズ
優勝チームは、次年度レギュラーシーズン前に開催されるbj-KBL チャンピオンシップゲームズ出場権を得る。

## bjリーグのルール
基本的にFIBAルールに基づくが、一部NBAルールやbjリーグ独自のルールを取り入れている。
bjリーグのルールのうち、FIBAルールと異なるものは下記の通りである（バスケットボールのルールも参照）。
なお、太字は、2006-2007シーズンから適用されたルールである。

### NBAルールの適用・準用
- 制限区域…長方形で幅5.8m（※NBAでは幅4.9m）
- タイムアウト
  - 1試合に2回、20秒タイムアウトが使える（2015-2016シーズンより廃止）。
  - 請求者…ヘッドコーチ、アシスタントコーチに加えてボールを持っている選手も請求することができる。
- ジャンプボールシチュエイション（※）…ジャンプボールで再開

（※）ヘルドボール、ダブルファウル等で、両チームどちらか一方がボールを保持している状態と認められた場合
- ゴールテンディング…一度リングにはじかれたボールがリング上にあるときに、ボールタッチをしてはいけない。
- ノンチャージングエリア（ゴール下近辺で、オフェンスファウルを取らないエリア）の設置
- 審判3人制
- テクニカルファウル…テクニカルファウルを2回宣告された選手は、失格・退場となるほか、罰金が科せられる。

### bjリーグ独自のルール
- チームファウルによるフリースロー…各クォーター5個目から「1&1ショット（1投目が成功した場合に限り、もう1投チャンスが与えられる）」（2012-13シーズンより廃止）
- テクニカルファウルの場合…フリースロー「2ショット」後、ファウルされたチームのスローインで再開
- フリースローにおける8秒ルール…フリースローを行う選手は、審判からボールを渡されてから8秒以内にフリースローを行わなければならない（FIBAルールは5秒以内、NBAルールは10秒以内）。
- ベンチ入り登録選手…ホームチーム15人、アウェイチーム12人
- 背番号…1桁又は2桁の番号であればどの番号でも付けることができる。また、1桁の番号の前に0を付けることができるが、0を前に付けない1桁の番号との併用はできない。
- オフィシャルタイムアウト…第2クォーターと第4クォーターの競技時間が5分を経過した後に、初めてボールがデッドになった場合に、90秒のタイムアウトが自動的に実施される。

## 新規参入
bjリーグでは球団拡張（エクスパンション）を継続的に行っていた。
1チームあたりの運営費は1シーズンで2億5千万〜3億円であり、プロスポーツリーグとしては新規参入がし易い。プロ野球独立リーグの運営費の1億〜1億5千万円よりはやや高いが、Jリーグ・J2の3億〜20億円、J1の15億〜70億円、プロ野球の70億〜200億円と比べると赤字になっても額が小さいため運営リスクは小さいとも言えるが、地上波全国放送に取り上げられる例が少なく、広告効果も小さい。ただし、地域密着によってチームの存在が独占媒体となり得るため、地元メディアがある地方の方が費用対効果が大きい。そのため、三大都市圏よりも地方圏に存在意義があり、新規参入チームが特定の地域に集中しない理由にもなっている。また、サラリーキャップ（2008-2009シーズンは7600万円）を導入しているため、新規参入の際に収支見込を作成し易く、また既存球団にとっては、優勝した次年度に選手年俸総額が高騰して、経営が悪化する事態を予め防いでいる。

### 参入条件
- ホームゲーム20試合での興行収入・広告費等で十分にクリアできる事業費を用意できる。
- 2,000人以上収容のアリーナを地域内に持つ。
- 既存チームを母体とする必要はないが、法人は複数資本による株式会社として設立。
- bjリーグが掲げる理念に賛同できる。

当初は大口スポンサーの獲得を前提条件としていたが、景気悪化を受けて条件から外した。

### 参入実績
| シーズン | 参入                                               | 脱退                                               | チーム数 (増減)                                    | 備考                                                |
| -------- | -------------------------------------------------- | -------------------------------------------------- | -------------------------------------------------- | --------------------------------------------------- |
| 2005-06  | 新潟・埼玉・仙台・東京A・大阪・大分の6チームで発足 | 新潟・埼玉・仙台・東京A・大阪・大分の6チームで発足 | 新潟・埼玉・仙台・東京A・大阪・大分の6チームで発足 | 新潟・埼玉・仙台・東京A・大阪・大分の6チームで発足  |
| 2006-07  | 富山・高松                                         | -                                                  | 08 (+2)                                            |                                                     |
| 2007-08  | 福岡・沖縄                                         | -                                                  | 10 (+2)                                            | チーム数増加に伴い、カンファレンス制導入。          |
| 2008-09  | 浜松・滋賀                                         | -                                                  | 12 (+2)                                            |                                                     |
| 2009-10  | 京都                                               | -                                                  | 13 (+1)                                            |                                                     |
| 2010-11  | 秋田・島根・宮崎                                   | -                                                  | 16 (+3)                                            |                                                     |
| 2011-12  | 岩手・千葉・横浜・長野                             | -                                                  | 20 (+4)                                            | 東京Aが参加見送り。実質19チームが参加。             |
| 2012-13  | 群馬・東京C                                        | 東京A                                              | 21 (+1)                                            |                                                     |
| 2013-14  | 青森・奈良                                         | 千葉・宮崎                                         | 21 (±0)                                            |                                                     |
| 2014-15  | 福島                                               | -                                                  | 22 (+1)                                            |                                                     |
| 2015-16  | 金沢・長崎 → 広島                                  |                                                    | 24 (+2)                                            | 長崎が参入前に活動を断念。広島がbjCリーグより昇格。 |

### 2015-16シーズン
2015-16シーズンは長崎県と石川県が正式に申請を行い、参入が発表された。
- 長崎県：アストライズ長崎（組織名：長崎スポーツタウンマネジメント株式会社） → 2015年3月に参入断念[4]
- 石川県：金沢武士団（別名は金沢サムライズ。組織名：石川県プロバスケ設立準備委員会）

2015年4月1日に広島県の参入が発表された。
- 広島県：広島ライトニング（組織名：広島プロバスケットボール株式会社）

### 2015-16シーズン以降
bjリーグは10周年にあたる2014-15シーズンに24チーム、長期展望としては47チームによるリーグの実現を目指していた。一方で、日本協会主導により2013年を目処にbjとJBLを統合した新プロリーグの発足を目指していた。これに先だって日本バスケット協会はbjリーグ加盟のチーム・選手の協会登録加盟を認める発表をしている（後述参照）。
bjリーグ参戦を目指している、あるいは目指していた主な団体は以下の通り。
参戦を目指している団体
- 茨城県：茨城ロングホーン
- 茨城県：デイトリック茨城
- 鹿児島県：チーム名未定[28]

参戦を目指していた団体
- 栃木県にプロバスケットボールチームを誘致する会 - 別団体がプロチーム「リンク栃木ブレックス」としてJBLに加盟。
- 千葉エクスドリームス - 千葉ジェッツがbj加入を果たし、そのサテライトチームとなった。

### その他
- bjリーグは男子トップリーグのみならず、年齢別リーグや女子リーグ、障害者リーグについても検討していた。

### 運営面における関連団体
bjリーグでは参加チームが経済的な事情やスポンサーの資金不足などで継続的な参加が困難になった場合に備え、一般社団法人bjリーグ公式試合安定開催基金と一般社団法人テンポラリーゲームオペレーションの2つの一般社団法人を運営しており、チームの再建や一時的な受け皿運営を支援している。
一般社団法人bjリーグ公式試合安定開催基金は2009年に設立された。bjリーグに所属するチームが経営難により今後の公式戦参加が困難になった場合、その対象チームについて審議のうえチーム・リーグの議決多数決により、運営資金を融資することができる。ただし、自社（チーム運営会社）内においての基金供出金額以内での借り入れについては申請のみで融資を受けることができる場合もある。
一般社団法人テンポラリーゲームオペレーションは2012年に設立された。運営会社がシーズン途中で公式戦に参加することが困難となった場合、残りの当該シーズン終了まで運営を継続することを目的としている。あくまでも当該シーズン終了までの運営継続を目的としており、次年度以後についてはその限りではなく、間接的ながらbjリーグが実質的な運営・管理に当たる。2012年の大分ヒートデビルズの経営破綻に際して設立されているが、大分の救済だけではなく、今後も他チームが同様な事態が発生した場合に備えた受け皿として設立されている。

## 選手
選手はリーグが主催する合同トライアウトに参加の上、その後ドラフト会議やチームトライアウトなどを経て所属球団が決まる。1球団当たりの選手契約人数は15人以内（試合を行うには最低8人必要）でトライアウト参加資格は16歳以上であり、「義務教育課程在籍者は受験できません」とされている（義務教育諸学校に在籍中の学齢超過者はどちらなのかは不明。男女は問わない）。JBL・JBL2所属選手の場合、移籍選手リストまたは引退選手リストへの登録、それ以外の社会人選手は所属チームからの登録抹消及び移籍承諾書提出、学生選手は所属する部活動を退部する必要がある（ただしトライアウト参加に当たっての登録抹消及び退部届提出義務はない）。
2012年からは新人選手契約制度が改定され、交渉選手名簿に登録された選手をトライアウトを経ずに各球団ごとに大卒見込み1名・高卒見込み1名まで契約が可能になった。なお、高卒見込み者が名簿登録されるにはプロ志望届提出が義務付けられる。

### 契約
bjリーグ統一契約書に従い、球団とプロ選手契約を締結する。契約にはA契約とB契約がある。
- A契約…契約期間1年間、かつ基本報酬300万円以上（レギュラーシーズン中より契約の場合：300万円×80％×残り試合割合以上）。ドラフト指名で入団した選手とプロテクトされた選手が対象。
- B契約…契約期間1日以上1年以内で、報酬の最低保証はない。活躍次第では翌シーズンA契約を結ぶ事になる。

選手契約の締結と解除については、シーズンオフのドラフト会議後及び選手契約満了時のみならず、シーズン中の新規契約や契約解除となる場合もある。また、2006年1月からはアーリーチャレンジ選手制度（現：アーリーエントリー）と呼ばれる期間限定の契約も設けられた。シーズン期間中はリーグ内でのトレードや移籍も可能だが、一定期日（レギュラーシーズン60%以上消化時点）からシーズン終了までを契約凍結期間と定め、その期間は新たに選手契約を結んだり、トレードや移籍を行う事はできない。
フリーエージェント制度も設けられており、資格を得た選手はシーズン後、FA宣言を行った上でリーグ内外のチームに移籍することができる。
2008年には育成指定選手制度が創設され、育成指定選手のアーリーチャレンジ契約は凍結期間でも可能である。
現在は登録を行う際に、リーグならびに日本バスケットボール協会の登録を経て、試合出場が可能になる。

### 外国人選手
bjリーグの合同トライアウトは日本人選手のみならず外国籍選手にも門戸を開放しており、トライアウト受験資格を持っていれば、国籍無関係で受験ができる。日本国内で教育を受けた選手はもちろん、中には韓国から来日して受験する選手もいる。また、日本国内の合同トライアウトとは別に米国で海外トライアウトを実施している。
NBADL（NBAのマイナーリーグ）や独立リーグでプレーしていた選手から、アメリカの大学を卒業した将来有望なルーキー、そして元NBAプレーヤーまで様々な選手がプレーするようになった。
リーグ発足当初は外国人選手について出場登録・同時出場いずれも自由だったが、2008-09シーズンからは日本人選手育成の観点からアジア外選手の同時出場は3人、アジア人も含めた外国人は4人までとなっている。2010-11シーズンまでは第2Qに限り同時出場がアジア外2人、外国人3人となっていた。2012-13シーズンからは「外国人選手の同時プレイは第1・第3Qは最大2名、第2・第4Qは最大3名」と改正された。
2009-10からは外国人選手も仮保有権が発生している。2010-11からは同時契約も制限が付き、アジア外は5人、アジアは1人までとなっている。
bjリーグでプレーしたNBA在籍経験者（サマーリーグ、ミニキャンプも含む）
（）内は所属年およびチーム
- デービッド・ベンワー（2005 埼玉、引退後は埼玉・京都でHCを務める）
- ルーク・ゼラー（英語版）（2009-10 滋賀、退団後2012-13シーズンにNBAでプレー）
- マクムード・アブドゥル＝ラウーフ（2009-10・2010-11 京都）
- ロバート・スウィフト（2010-11 東京）
- ジェレミー・タイラー（2010-11 東京、退団直後NBAにドラフト指名）

- ケニー・サターフィールド（2010-11・2011-12 埼玉・大阪）
- ランス・オーレッド（英語版）（2011-12 京都）
- リック・リカート（2011-12 京都、2012-13 大阪）
- ジャーメイン・ボイェット（2011-12・2012-13 京都）
- ケビン・パルマー（2011-12 福岡）
- ティ・ジェイ・カミングス（2011-12 大分、2012-13 秋田・仙台、2013-14 島根）
- ラリー・ターナー（2011-12 富山）
- ブランドン・ウォレス（2011-12 秋田）
- ベネット・デービス（2011-12 新潟）
- ブロック・ギリスピー（英語版）（2011-12 富山）
- マーシャル・ブラウン（2012-13 宮崎・秋田、2013-14 滋賀）
- エドウィン・ユービレス（2013-14 京都）

### 表彰
年度表彰であるbjリーグアワードの他に、レギュラーシーズンの週間と月間表彰としてローソン 週間MVP・月間MVP（ローソン協賛、2009-10まではサークルKサンクス）が設けられている。

## 審判員
審判員はbjリーグ独自に採用している。2006年よりbjリーグのヴィジョンでもある「フェアネス＆オープン」の実践として、研修審判員制度を利用している。研修審判はbjリーグの審判研修会へ参加し、7月のトライアウトと9月からのプレシーズンゲームを経て正審判となる制度である。16歳以上でバスケットボールのレフリーとなる意思があれば性別・経験関係なく誰でも受講可能であり、女性審判も活躍している。なお現在は26名の審判員から構成される。

## 国際化
bjリーグはグローバルなリーグを目指しており、各国のプロリーグと協力関係を築いている。その一つに「東アジア構想」があり、第1弾として2006年に韓国プロバスケ・KBLとのbj-KBL チャンピオンシップゲームズを開始。今後は中国プロバスケ・CBAなどにも広げ、アジアクラブトーナメントへと発展させていく。また、将来的には韓国・中国間で開催されているオールスターゲームへの参加を目指している。
上記以外にもチームごとでの国際交流に積極的であり、2006年に大阪エヴェッサは台湾・SBLのチームともプレシーズンゲームを行っている他、台湾での花蓮国際招待バスケットボールトーナメントにも参加。新潟アルビレックスBBも台湾で開催されたアジア・プロバスケットボール招待トーナメントに出場、審判員もbjリーグから清水博が参加している。富山グラウジーズも台湾の璞園建築と毎年プレシーズンゲームを行っている。
2006年の世界選手権開催時には、NBAとユーロリーグそれぞれの代表と交流について話し合った。ユーロリーグファイナルフォーにはコミッショナーの河内敏光も招待され、2008年には浜松・東三河フェニックスがユーロリーグ出場歴のあるMBCディナモ・モスクワとプレシーズンを実施。以降もユーロリーグとのフレンドシップゲームが開催される予定である。2007年には大分ヒートデビルズの株主の一つであるビンス・ロールが経営するパロ・ヴェルデホールディングズとオフィシャルパートナー契約を結び、「bj インターナショナル」を設立。米国とのパイプ構築を目指している。

## 他競技との連携
bjリーグは他のプロスポーツなどとの連携で互いの競技の活性化を図っている。また、クラブ単位で同一地域のプロスポーツチームなどと連携しているケースも多く、以下はその例である。
- 仙台89ERS・東北楽天ゴールデンイーグルス・ベガルタ仙台の各後援団体と仙台市により「仙台プロスポーツネット」が設立され、3つの在仙台プロチーム合同の後援組織となった。この組織により、「せんだいプロスポーツフェスティバル」が開催されている（→仙台のスポーツ#連携）。
- 2007年9月2日には、プロ野球パシフィック・リーグ「千葉ロッテマリーンズ vs オリックス・バファローズ」に3球団の選手・コーチがゲスト出演。東京アパッチのジョー・ブライアントヘッドコーチによる始球式などのイベントで盛り上げた。
- また、中野社長は新潟アルビレックスを介してJリーグとベースボールチャレンジリーグともタッグを組む意向を示している。その例としてアルビレックス新潟のホームゲームに来場するなどしている。
- 富山グラウジーズは富山GRNサンダーバーズ、カターレ富山と交流を深めている。
- 大阪エヴェッサは、大阪に本拠地を置くプロスポーツチーム（セレッソ大阪、シュライカー大阪、堺ブレイザーズ。オリックス・バファローズは現在不参加）と合同で「エンジョイスポーツアカデミー」を開催している。
- 高松ファイブアローズは、香川県内のプロ・アマスポーツチームと連携して「香川プロスポーツクラブ連絡協議会」に参加。
- 大分ヒートデビルズはおおいたホームタウン推進協議会に参加。大分トリニータとの合同チケットを販売したことがある。

## 放送

### CS
- GAORAとメディアパートナーを結んでおり、発足当初より中継を行っていた。中継番組のタイトルは「プロ・バスケットボール bjリーグ '○○-'○○」（○○には開催年が入る）。
- 2007-2008シーズンは注目カード1試合を毎週日曜日（2006-2007シーズンは土曜日）に原則として生中継している。2007-2008シーズンからはシーズン開幕前に「プロバスケットボール bjリーグ観戦ガイド」も開始した。
- 2008-2009シーズンからは大阪エヴェッサの試合中継が中心となり、びわ湖放送制作の滋賀レイクスターズ戦の録画放送をしている。また京都ハンナリーズの中継も行っている。
- 有明コロシアムでのファイナル4は2010-2011シーズンまでは全試合中継（一部録画）であったが、2011-2012シーズンの中継は無かった。また、オールスターの中継は行わない。
- 2012-2013シーズンはテレビ中継を実施していない。

### BS
- 2006年11月よりシーズン限定でbjリーグの情報番組「プロバスケ! bjリーグtv」がBSフジにて毎月上旬（2008-09シーズンまでは毎週放送。ただし隔週で製作）金曜23時から放送される。
- BSフジで、レギュラーシーズンの試合(公平に試合中継を行うが、大阪エヴェッサ戦はGAORAがほぼ独占していたため、アウェイゲーム以外の中継は放送しない)、オールスターゲーム、ファイナルの中継も行っている。
- 2008年にはBS11デジタルでの録画中継も行われた。

### 地上波
- BSフジが放送するbjリーグの試合は、ホームチームのフジテレビの系列局でネットされることがある。
- NHKが中継するbjリーグの試合は、アウェイチームのNHKの放送局にもネットされる事が多い。また、大阪エヴェッサのように、テレビ中継を行う理由から試合時間を変更することもある。
- 民放局ではびわ湖放送が滋賀レイクスターズ結成直後から独自制作の試合中継を続けており、2009-2010シーズンより月1回の生中継枠に拡大した。
- その他の民放局でも地上波での試合中継が行われるが、ローカル放送の場合が多い。
- 各チームの放送実績(アウェイチームへのネットは除く)は
- 仙台(GAORA、BSフジ、NHK仙台放送局、東北放送、仙台放送、東日本放送、ミヤギテレビ)
- 新潟(GAORA、BSフジ、新潟放送、新潟総合テレビ、テレビ新潟、新潟テレビ21)
- 富山(GAORA、BSフジ、NHK富山放送局、富山テレビ、ケーブルテレビ富山)
- 埼玉(GAORA、BSフジ)
- 東京(GAORA、BSフジ、BS11)
- 浜松(GAORA、BSフジ、NHK静岡放送局、テレビ静岡)
- 滋賀(GAORA、BSフジ、びわ湖放送、NHK大津放送局、関西テレビ)
- 大阪(GAORA、BSフジ、びわ湖放送、NHK大阪放送局、関西テレビ)
- 高松(GAORA、BSフジ、NHK高松放送局、西日本放送、岡山放送、高松ケーブルテレビ)
- 福岡(GAORA、BSフジ、テレビ西日本、NHK福岡放送局)
- 大分(GAORA、テレビ大分、NHK大分放送局)
- 琉球(GAORA、NHK沖縄放送局、沖縄テレビ、琉球放送)

となっている。

### ラジオ
新潟県域局のFM PORT（新潟県民エフエム放送）で新潟戦、コミュニティFMのFM高松で高松戦を適宜中継している。なおFM高松は、高松ケーブルテレビのコミュニティチャンネルを通じて同時放送している（試合音声はFM高松との同時放送で、映像は高松ケーブルテレビの撮影）。
2011年2月12日より、沖縄県域局のラジオ沖縄が、沖縄戦の日本プロバスケ史上初となる全ホームゲーム生中継を実施することが決まった。中継タイトルは「KINGS COURTSIDE LIVE」。

### インターネット配信
バスケットボールジャパンTV(bjTV)で全試合を配信している。2007-2008シーズンのみライブは無料配信されていた。現在は、ライブとVOD（録画試合）を有料配信している。

## 課題
bjリーグは日本協会から独立して発足したリーグであり、課題も多く存在した。

### 日本協会（JBA）との関係正常化
bjリーグは日本協会（JBA）から2チームが脱退して発足されたプロリーグである。トヨタやアイシンなど、JBLチームの一部はbjの選手と一切接触してはいけないという規律もあったという。また、トップ選手の一部は、たとえそれまで付き合いがあったとしても、一切の交流を断絶し、手紙やメールへの返信はおろか、年賀状すら受け取りを拒否して送り返すという行動もとっていたらしい。さらに、青山学院大など一部名門大学ではbjリーグのトライアウトを受けた選手に除籍処分を下す方針も打ち出していたという。
ところが、2006年バスケットボール世界選手権に端を発したJBAの混乱が続いた事により、2008年に反bjリーグの姿勢を取っていた多くの役員が辞任。新執行部に刷新されてからはbjリーグとの関係正常化に対して前向きな姿勢を見せているが、解決するべき問題はまだ少なくない。しかし、大分国体には大分と福岡から選手を派遣しており、関係正常化へ少なくとも前進したと見られる。また、日本協会傘下の日本バスケットボールリーグ（JBL）の民秋史也理事長より、bjリーグとの提携を模索中であることが明らかにされた。チーム運営や外国人登録などハードルは多いものの、bjとJBLの間での交流戦やオールスター開催などが構想として練られており、11月12日に検討委員会が設置された。bjリーグの河内敏光コミッショナーは「JBLに転籍したいチームがあればJBLへの転籍を認める」と発言しているが、bjリーグのチームがJBLに転籍したケースはなく、逆にオーエスジーフェニックスが浜松・東三河フェニックスとチーム名を変更してbjリーグに転籍している。（2013年秋のナショナルバスケットボールリーグ (NBL)発足に際しては千葉ジェッツがbjリーグからNBLに参加した。）また、浜松・東三河フェニックスの中村和雄ヘッドコーチは「bjリーグから日本代表が選ばれないのはおかしい」と発言している。
2008年以降、全国高等学校バスケットボール選抜優勝大会（ウィンターカップ）ゲスト解説にbjリーグ現役選手を招いたり、2009年のフジテレビ月9ドラマ「ブザー・ビート〜崖っぷちのヒーロー〜」にJBL・bjリーグ双方の選手が出演することになるなど、一連の協力関係が築かれている。2009年10月にはbjリーグ所属球団と選手の協会登録を認める方向が確認され、早ければ2010年アジア競技大会でbjリーグ選手からの日本代表の誕生や2011年オールジャパンのbjリーグ球団参加の可能性が出ることになった。2009-10シーズン開始を前に、bjリーグのチームの主力選手がJBLに移籍する傾向も見られる。2010年3月、bjリーグは正式にJBA理事会より承認され、チームと選手のJBAへの加盟手続きが進められることとなった。2009-10シーズンより京都バスケットボール協会から主催試合の協賛を受けている京都ハンナリーズなど、チーム所在地の地方協会と主催試合やイベントの開催などで協力関係を築いているbjリーグチームは多数存在する。
2013年12月、国際バスケットボール連盟（FIBA）がJBAに対し、国内統治能力（ガバナンス）の欠如を指摘し、改革を求めた際、その指摘に含まれる問題の一つとして国内リーグ構造がピラミッド構造になっておらずbjリーグとNBL二つのリーグが並存状態になっていることあげ、すべての問題の解決期限を2014年10月末と定めた。こうした勧告がなされたのは、JBAは2020年東京夏季オリンピックの開催に際して、選手強化の一環として2016年度をめどとして、bjリーグとNBLとの1部リーグ統合を目指していたが、JBAと両リーグの3者による議論が進展しなかったためである。また、bjリーグはJBAの認定リーグではあるものの、実質はJBAの指揮監督下にない独立したリーグであり、加えて国際大会の競技ルールに準拠しておらず、FIBAの定款・内規に違反していた。
このリーグ統合問題を含むJBA内部の自主改革協議のため、bjリーグからはコミッショナーの河内がJBA理事に就任して会合に参加したが、各方面からの反発により協議は進展しなかったため、結局FIBAが設定した期限の2014年10月末までに問題を解決することはできず、11月26日にJBAはFIBAからFIBA会員資格停止を受けた。これによりカテゴリーを問わず日本のチームは夏季オリンピックや世界選手権やそれらに付随する予選会などを含むすべての国際大会に出場できない事態となった。
FIBAはJBAによる自主改革は不可能と判断し、日本サッカー協会名誉顧問の川淵三郎をチェアマンに据えた改革チーム「JAPAN 2024 TASK FORCE」を発足させ、統合問題への直接介入に乗り出した。TASK FORCEでの幾度の協議を経て、新統合トップリーグ・ジャパン・プロフェッショナル・バスケットボールリーグ（通称はBリーグ）の発足が決定。2016年9月に開幕した。

### 経済的問題
bjリーグは一部の球団が経営面で苦戦を強いられておりリーグ脱退に至った球団も存在する。ただし、リーグ発足当初に黒字経営だったチームは安定したスポンサーを持つ新潟や大阪などわずかであったが、小規模スポンサーを数多く獲得したチーム、地元の支持と支援をとりつけたチームなど黒字化したチーム数は徐々に増えている。
経済面での問題は選手の年俸も同様である。NBLのトップ選手は2〜3,000万円なのに対してbjは1,000万円に満たない。サラリーキャップが設けられているとはいえ、NBL企業チームのアマチュア選手とbjリーグのプロ選手で年俸が逆転している「ねじれ現象」が発生している（NBLにもサラリーキャップ制度は存在するが、総額がbjリーグより多いため1人当たりの取り分も多くなる）。加えて、NBL企業チームの社員選手は親会社の社員としての身分が保証される一方、bjリーグはセカンドキャリアが未整備であった。

### 選手のレベル
bjリーグは登録選手すべてプロ契約のプロリーグであったが、NBLの企業チームと比較して選手の置かれている環境や条件が劣っているという問題があった。JBAがbjリーグを公認するまでは日本代表の資格がなかったこと（現在はbjの選手も日本代表になれ、元島根の石崎巧が第1号である）と年俸面（これは外国人選手を中心に契約をしているbjリーグの問題）以外に、選手獲得方法も理由として上げられていた。名門大学を卒業予定の即戦力の多くは年内までにNBLチームの内定を受けており、そこから漏れた選手がbjリーグトライアウトに流れる傾向にあった。
しかし、NBL企業チームの社員選手の初任給とbjリーグのプロ選手ではbjリーグのプロ選手の方が給料は高い場合が多く、しかも大学卒業後にJBLでプロとして活躍できる選手は限られており、くすぶっていた才能を発掘するのがbjリーグの役目となっていた。
bj-KBLチャンピオンシップゲームズは通算でbjリーグチームの4勝6敗。アウェイでは未勝利であるが、2006年、2010年に得失点差で優勝している（2006年は両チーム優勝）。それ以外はKBLチームの優勝（2006年はbjリーグのチームは外国人3人同時出場可、その後は2人同時出場可）。

### 開催アリーナ
アリーナの固定化
bjリーグ各球団はそれぞれホームアリーナを指定してホームゲームを行っている。しかし、バスケットボールの試合会場は公営の体育館やアリーナ、コンベンションホールであり、一般市民やスポーツ以外のイベントでの使用も多い。また大規模アリーナは、同じバスケリーグであるNBLやF.LEAGUE(フットサル)やプレミアリーグ (バレーボール)等のバスケ以外のインドアスポーツとの競合もあり、全試合同じ会場になるとは限らない。またホームアリーナは各球団の所有物ではないため、所有する自治体・企業と契約の上で他のイベントと調整して使っている。それゆえ球団と管理団体で調整がつかない事例がある。
- 新潟：メインとして使っていた会場が2009-10シーズンから使用できず、新潟市東総合スポーツセンター・新潟市鳥屋野総合体育館を主に使用していた。
- 秋田：2010年より参入したが、会場調整が難航していた模様である。
- 高松：2007年から2009年頃にかけて徳島県・愛媛県・高知県でもホームゲームを開催していたが、一時期は経費削減の観点で、高松市から市営施設の使用料の減免措置を受けた上で高松市総合体育館・高松市香川総合体育館で大半のホームゲームを開催していた。その後は岡山県や徳島県などの県外を含む高松市外でのホームゲーム開催を増やしていた。

ホームアリーナを可能な限り集約する動き
- 京都：2011年4月より10年間、メインのホームアリーナである京都市体育館の命名権を取得、名称を「ハンナリーズアリーナ」とした。ちなみにチーム名が体育館の"正式名称"となるのは日本初である。（なお、チーム名が体育館の"愛称"として使用されている例として、JBL・リンク栃木ブレックスのホームアリーナである宇都宮市体育館があり、「ブレックスアリーナ宇都宮」となっている)
- 大阪：舞洲アリーナの貸付事業者に決定し、定期建物賃貸借契約を締結、エヴェッサのホームアリーナとする事を発表した[33]。実現すれば2008-09シーズン以来、エヴェッサが舞洲に帰ってくる事になる。（住吉スポーツセンター、なみはやドーム、大阪府立体育会館と転戦）

ホームアリーナ新設の動き
- 滋賀：建て替えられる施設の指定管理を行うなどの形で"レイクスアリーナ"を作る方針を発表、2017-18シーズンの完成を目指している。[34]
- 信州：更埴体育館を改修することが決まった。本拠地である戸倉体育館の改修も検討。
- 秋田：2024年の完成を目指す。[35]
- 高松：2007年10月に本拠地となる専用アリーナ「アローズドーム」構想を示したが、実現には至らなかった[36]。

ホームアリーナ完成
- 仙台：2012年10月に完成したゼビオアリーナ仙台を使用する予定であったが、賃料及び貸借期間で折り合わなかったため、初年度は26試合中6試合のみでの使用となった。

平日開催
観客動員が多く見込まれる土日祝日にゲームを開催できない事態が生じている。平日の開催が多いと観客、とりわけ子供・家族連れブースターの来場者数伸び悩みが懸念され、選手にとっても変則日程の中での戦いとなる。
- 東京アパッチ：2010-11シーズンに代々木第二体育館に一本化してホームゲームを行った。しかし他競技との兼ね合いもあり、平日の開催が多数であった。
- 横浜・千葉・東京サンレーヴス：大都市圏の体育館は地方都市に比べて、土日祝日に空きがない場合が多い。このため、平日開催が他チームより多い傾向にある。
- 仙台：2012-13シーズンにゼビオアリーナ仙台の使用料をめぐりアリーナ側と折り合いがつかず、急きょ会場変更を強いられ、ホームの26試合中、祝日を除く平日開催が10試合とリーグ最多となった。その影響もあり、当シーズンの平均入場者が昨シーズンより200人下回った。[37]

設備面
- 1階席：可動式スタンドが装備されている会場の中でも、座席が備えられているスタンドがある会場は稀であり、背もたれのないスタンドの会場が目立つ。また可動式スタンドのない会場を使用する場合、特設スタンドをレンタルする。京都がハンナリーズアリーナで試合する際は座席付の特注スタンドを使用するが、ほとんどの会場では組み立てと解体が容易なスタンドの上にパイプ椅子を置くスタイルが多い。またフロアにパイプ椅子を平置きする会場もある。
- フロア内飲食禁止や土足厳禁の会場も一部ある。

その他
- bjリーグのプレイオフは、NBAファイナルやプロ野球の日本シリーズのようなホームアンドアウェー制ではなく、有明コロシアムでの一括開催となっている。これはプレイオフを先取りしてアリーナを予約しても、敗退した際には今後の予約を全てキャンセルしなければならないため、アリーナを所有する自治体・企業へ支払うキャンセル料による損害が球団に生じることを恐れての事と思われる。
- 東京アパッチが使っていた国立代々木競技場第二体育館にはバスケット用のコートが床面に引いてあるが、国際バスケット連盟規則とbjリーグ規則ではコートのサイズに若干の相違があるため、bjリーグで使う場合は常設のコート床は使わずbjリーグ仕様のコートを引いて試合を行う。
- JBLでも自前の施設があるのはパナソニックアリーナ程度であり、全試合パナソニックアリーナで試合をするわけではない。

### 外国人選手の制限
bjリーグでは発足当初より外国人選手の出場制限を撤廃してシーズンを行ってきたが、2008-09シーズンよりオンザコート（同時出場）制限が設けられ、アジア以外の外国人3人まで、アジア人枠は1人となり、日本人が必ず最低1人は出場するようになった。サラリーキャップが当初より拡大されたことに加え、日本人選手育成を重点に置いたうえでの制限とされている。しかし、外国人制限を設けることは日本人選手の出場機会が増える反面、チーム内でのポジション争いや試合でのマッチアップなどでの競争力低下に繋がる恐れがあると、日本人選手中心に指摘している。これは同じく2008-09よりオンザコートが1人に減ったJBLや外国人選手を原則的に禁じているWJBLでも同様の指摘を受けている。現に「月刊バスケットボール8月号」にJBL・bjリーグをそれぞれ代表する川村卓也（当時リンク栃木ブレックス）・青木康平（当時東京）が顔を合わせたスペシャル対談などでもこの問題に触れている。ただ、世界のプロスポーツを見てもNBAなどの例外はあるものの大半の国・リーグで外国人の制限は存在し、母国の選手より外国人が多く出場するということは少ない。